# Frou Frou
Frou Frou — британский музыкальный дуэт, образованный в 2000 году и состоявший из вокалистки Имоджен Хип и продюсера Гая Сигсуорта (Guy Sigsworth). За короткий период существования группа выпустила единственный альбом Details и записала кавер-версию хита Бонни Тайлер «Holding Out for a Hero» для саундтрека к мультфильму «Шрек-2». В 2004 году пути участников разошлись, и каждый занялся собственными проектами.

## История
Лондонский аранжировщик и музыкант Гай Сигсуорт, будучи галломаном, взял в качестве названия для своего нового проекта французское звукоподражательное слово, обозначающее шуршание женского платья, и первоначально намеревался записать альбом со множеством соавторов и исполнителей. Однако он отказался от этой идеи после того, как к проекту присоединилась певица Имоджен Хип, с которой он познакомился во время их сотрудничества в группе Acacia и позднее принимал участие в записи её дебютной пластинки iMegaphone (1998). Плодом их сотрудничества стал альбом Details, записанный по большей части с помощью компьютерных технологий, но также с использованием гитарных и скрипичных партий. Выпущенный на родине дуэта 1 июля 2002 года, он встретил в целом благожелательный приём у рецензентов, которые рекомендовали его поклонникам певицы Дайдо. Однако диск имел низкие продажи, заняв 128-ю позицию в британском чарте, и лейбл Island Records был вынужден разорвать контракт с Frou Frou. Впрочем, как впоследствии рассказала Имоджен Хип, никаких долгосрочных планов у музыкантов не было: «Однако с самого начала никто из нас не заговаривал о втором альбоме, это подразумевалось само собой. Мы оба слишком свободолюбивые». Последней записью Frou Frou стала кавер-версия песни «Holding Out for a Hero», прозвучавшая в заключительных титрах мультфильма «Шрек-2». Хип вернулась к сольной карьере, а Сигсуорт продолжил работать продюсером и автором песен для других исполнителей. Позднее они принимали участие в написании песни «Over to You Now» для Бритни Спирс и создавали ремиксы для группы Temposhark.
В 2004 году Зак Брафф включил песню «Let Go» в награждённый премией «Грэмми» саундтрек к своему фильму «Страна садов», а два года спустя она прозвучала в романтической комедии «Отпуск по обмену». Уиз Халифа использовал семпл из этой же песни на треке «In the Cut», вошедшем в его микстейп Kush & Orange Juice (2010).

## Дискография

### Студийные альбомы
- Details (2002)

### Сборники
- Imogen Heap & Frou Frou — Icon (2011)

### Синглы
- «Breathe In» (2002)
- «Must Be Dreaming» (2002)

Промо
- «It’s Good to Be in Love» (2003)
- «Let Go» (2004)